# Madonna di Ince Hall
La Madonna di Ince Hall  o Madonna col Bambino leggente è un dipinto a olio su tavola di attribuzione incerta a Jan van Eyck, realizzato nel 1433 e conservato nel National Gallery of Victoria di Melbourne in Australia.

## Storia
Forse dopo un suo dipinto originale ora perduto del 1433 - un'altra copia della stessa opera è ora nella chiesa della Colegiata a Covarrubias in Spagna. È documentato per la prima volta nel 1619, quando era in Sicilia e successivamente riapparve nella collezione di Charles Blundell a Ince Blundell Hall vicino a Liverpool all'inizio del XIX secolo, per la quale è talvolta noto come la Madonna di Ince Hall. Fu restaurato lì da George Frederick Zink nel 1822. Fu acquisito dalla famiglia Weld-Blundell dalla National Gallery of Victoria (NGV) a Melbourne nel 1922 utilizzando i fondi del Felton Bequest .

### Iscrizione
L'iscrizione sulla parete sinistra in alto recita: "COPLETV ANO D M CCCC XXXIIJ P IOHEM DE EYC BRVGIS". Si traduce "Completato nell'anno di Nostro Signore 1433 di Jan van Eyck, Bruges". A destra dell'arazzo compare il motto personale di van Eyck in lettere greche "ALC IXH XAN" ("Come posso"), giocando sulla somiglianza tra il suo cognome e "IXH" (traslitterazione di "ich" o "I" in caratteri greci antichi).

### Attribuzione
Alla sua acquisizione da parte della NGV nel 1922 fu considerata un'opera autografa di van Eyck. Anche così, i test di laboratorio nel 1958 di P. Coremans, A. Philippot e R.V. Sneyers all'IRPA in Belgio, uno studio di spettroscopia infrarossa nel 2003 e altre caratteristiche hanno contribuito alla sua deattribuzione.
Ad esempio, la relazione spaziale tra le due figure e i mobili circostanti è solo vagamente accennata e la prospettiva e la profondità spaziale non sono così sviluppate come in opere autografe come la Madonna di Lucca e la Madonna del cancelliere Rolin. La firma compare anche sul pannello sopra il dipinto stesso, quando l'artista era noto per firmare sulla cornice; alcuni storici dell'arte sostengono che le iscrizioni fossero originariamente in una cornice firmata ma quando questa è andata perduta o sostituita sono state dipinte sul pannello stesso da una mano sconosciuta.